# Buckautal
Buckautal település Németországban, azon belül Brandenburgban. Lakosainak száma 469 fő (2023. december 31.).

## Népesség
A település népességének változása:
| Lakosok száma | 527  | 489  | 488  | 488  | 472  | 469  |
|               | 2014 | 2017 | 2019 | 2021 | 2022 | 2023 |